# العلاقات الغانية اللاوسية
العلاقات الغانية اللاوسية هي العلاقات الثنائية التي تجمع بين غانا ولاوس.

## مقارنة بين البلدين
هذه مقارنة عامة ومرجعية للدولتين:
| وجه المقارنة                                              | غانا         | لاوس        |
| --------------------------------------------------------- | ------------ | ----------- |
| المساحة (كم2)                                             | 238.53 ألف   | 236.80 ألف  |
| عدد السكان (نسمة)                                         | 26.91 مليون  | 6.86 مليون  |
| الكثافة السكانية (ن./كم²)                                 | 112.82       | 28.97       |
| العاصمة                                                   | أكرا         | فيينتيان    |
| اللغة الرسمية                                             | لغة إنجليزية | اللغة اللاو |
| العملة                                                    | سيدي غاني    | كيب لاوي    |
| الناتج المحلي الإجمالي (بليون دولار)                      | 47.33 مليار  | 16.85 مليار |
| الناتج المحلي الإجمالي (تعادل القوة الشرائية) بليون دولار | 115.41 مليار | 38.71 مليار |
| الناتج المحلي الإجمالي الاسمي للفرد دولار أمريكي          | 1.37 ألف     | 1.82 ألف    |
| الناتج المحلي الإجمالي للفرد دولار أمريكي                 | 4.08 ألف     |             |
| مؤشر التنمية البشرية                                      | 0.579        | 0.575       |
| رمز المكالمات الدولي                                      | +233         | +856        |
| رمز الإنترنت                                              | .gh          | .la         |
| المنطقة الزمنية                                           | 00           | ت ع م+07:00 |

## منظمات دولية مشتركة
يشترك البلدان في عضوية مجموعة من المنظمات الدولية، منها:
| علم المنظمة | اسم المنظمة                        | تاريخ انضمام غانا | تاريخ انضمام لاوس |
| ----------- | ---------------------------------- | ----------------- | ----------------- |
|             | مؤسسة التنمية الدولية              | 29 ديسمبر 1960    | 28 أكتوبر 1963    |
|             | يونسكو                             | 11 أبريل 1958     | 9 يوليو 1951      |
|             | وكالة ضمان الاستثمار متعدد الأطراف | 29 أبريل 1988     | 5 أبريل 2000      |
|             | الأمم المتحدة                      | 8 مارس 1957       | 14 ديسمبر 1955    |
|             | البنك الدولي للإنشاء والتعمير      | 20 سبتمبر 1957    | 5 يوليو 1961      |
|             | منظمة حظر الأسلحة الكيميائية       | ?                 | ?                 |
|             | مؤسسة التمويل الدولية              | 3 أبريل 1958      | 29 يناير 1992     |
|             | منظمة الشرطة الجنائية الدولية      | ?                 | ?                 |

## وصلات خارجية
- موقع وزارة الخارجية الغانية
- موقع وزارة الخارجية اللاوسية